# 尊室袞
尊室袞（越南语：／，1888年—1944年1月1日），越南阮朝官員，曾任尊人府大臣。

## 生平
1888年，尊室袞出生於承天府香水縣居正總楊春下社。
曾任河靜省督學。1932年，任嘉萊管道。1934年，任財政部侍郎。1937年，任河靜布政使。1938年，任廣治巡撫，1940年，改任河靜巡撫。
後兼攝尊人府務大臣。
尊室袞逝世於1944年1月1日。

## 榮譽
- 大南龍星指揮官勳位（1940年）[2]
- 法國榮譽軍團勳章騎士勳位（1940年）[2]
- 明農佩星軍官勳位（1942年）[2]

## 著作
- 《皇族略編》，1943年
- 《L'Annam ses grands hommes à travers les provinces》[5]